# Rifengozd
Rifengozd je naselje v Občini Laško.